# География Омана

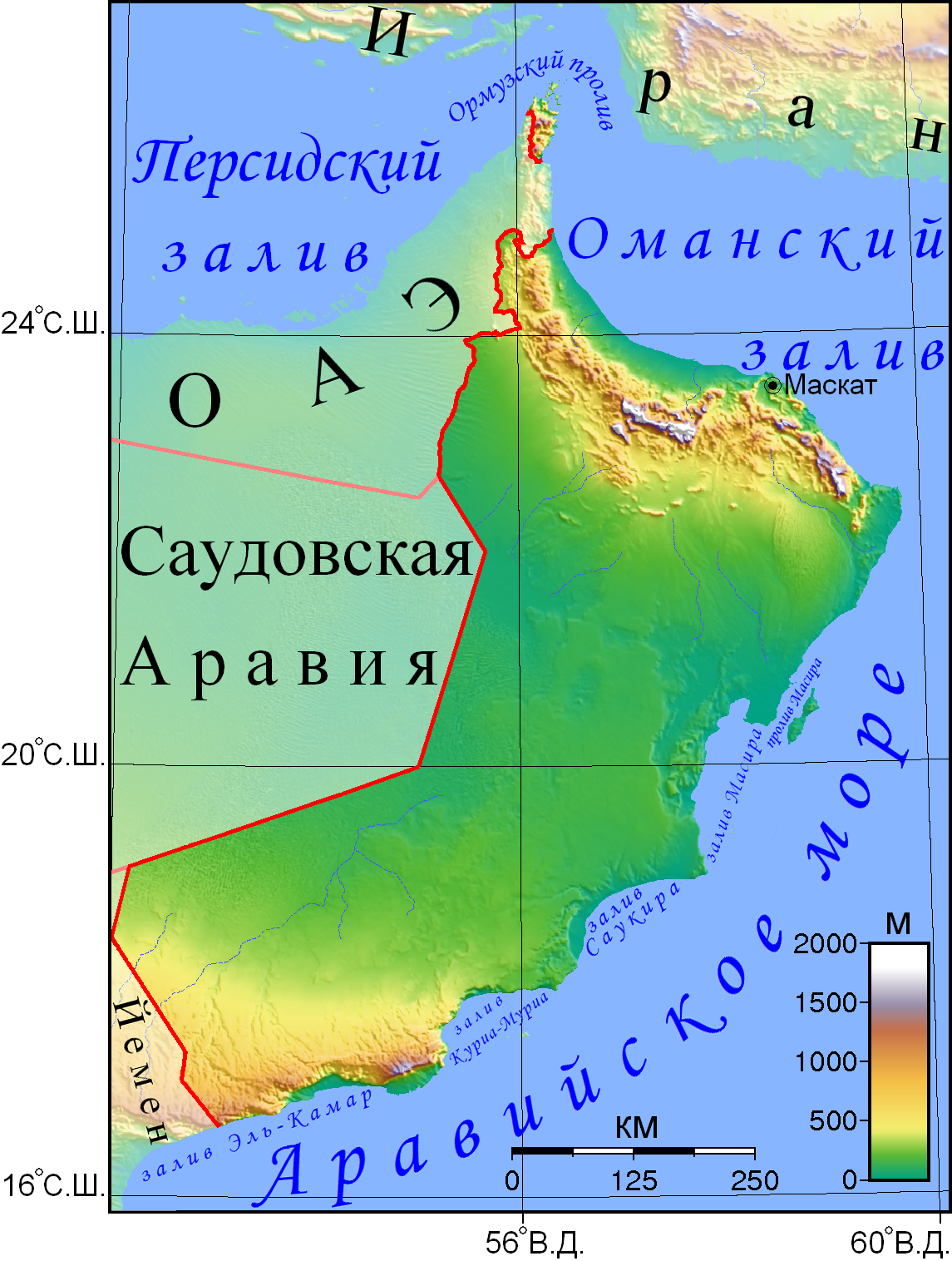
Топографическая карта Омана

Государство Оман занимает юго-восточную часть Аравийского полуострова и граничит с ОАЭ на северо-западе, с Саудовской Аравией на западе и с Йеменом на юго-западе. 50 км через Ормузский пролив отделяют Оман от государства Иран.

## Территория и границы
Оман расположен в юго-восточной части Аравийского полуострова. Граничит с ОАЭ (на северо-западе), Саудовской Аравией (на западе) и Йеменом (на юго-западе). На юге и юго-востоке омывается водами Аравийского моря, на севере — водами Оманского залива залива и Ормузского пролива. Площадь страны составляет 309 500 км². Протяжённость государственной границы с Саудовской Аравией — 676 км, с ОАЭ — 410 км и с Йеменом — 288 км. Длина береговой линии — 2 092 км. Оману принадлежат остров Масира и архипелаг Куриа-Муриа в Аравийском море. Кроме того, небольшая часть территории Омана (полуостров Мусандам) отделена от основной части страны территорией ОАЭ и образует полуэксклав.

## Рельеф и внутренние воды

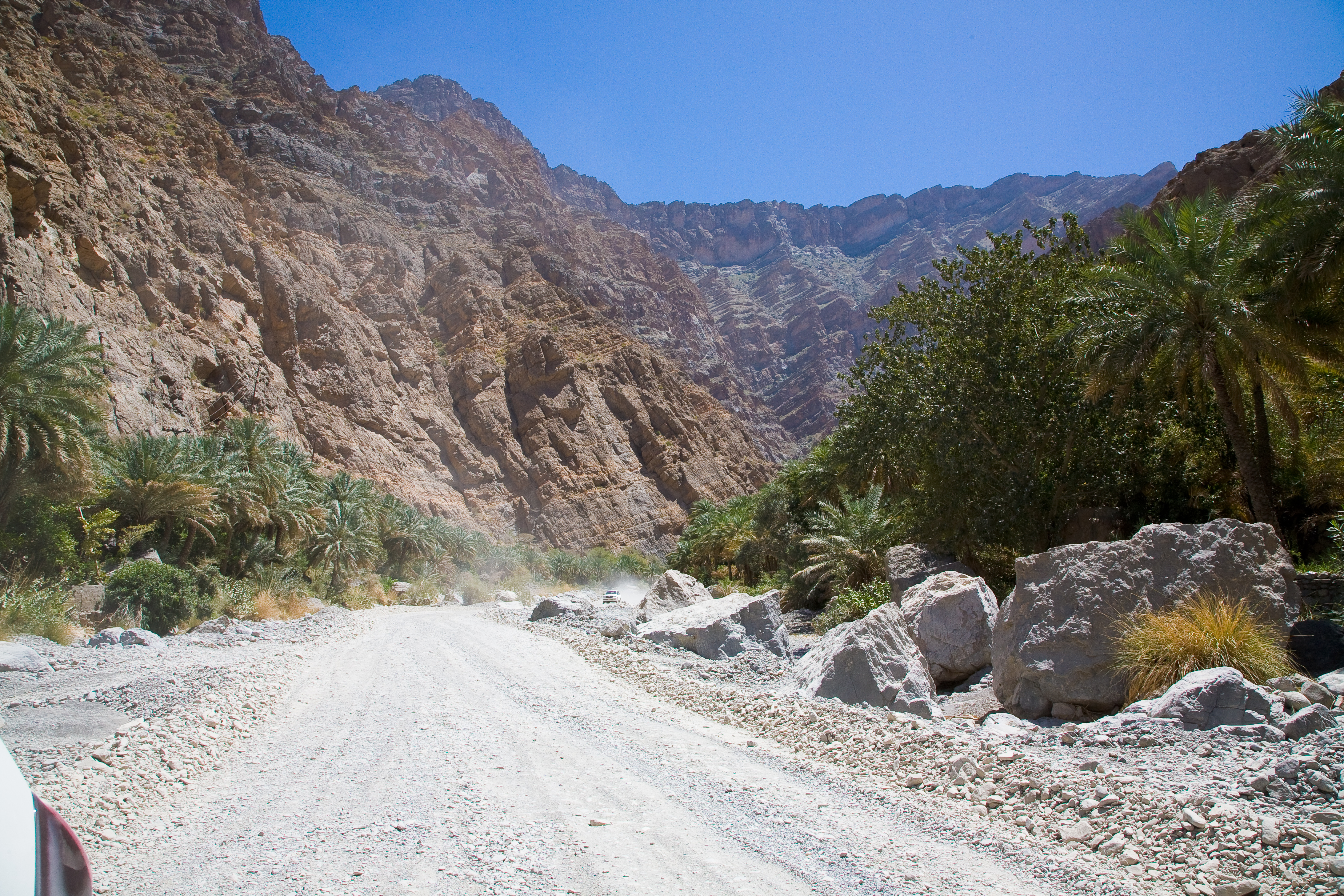
Вади Бани-Ауф, регион Эд-Дахилия

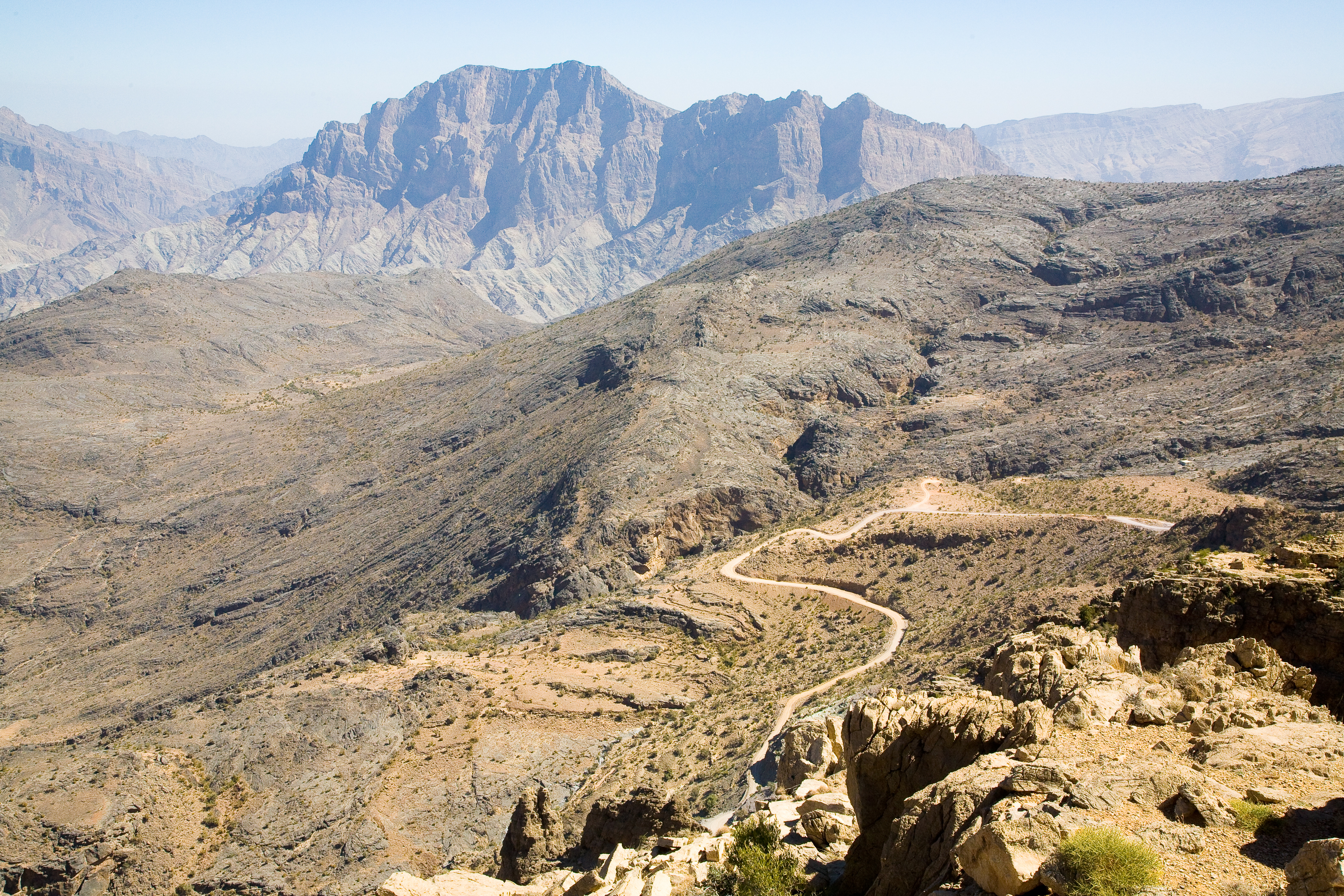
Горная дорога из Назвы к Вади Бани-Ауф

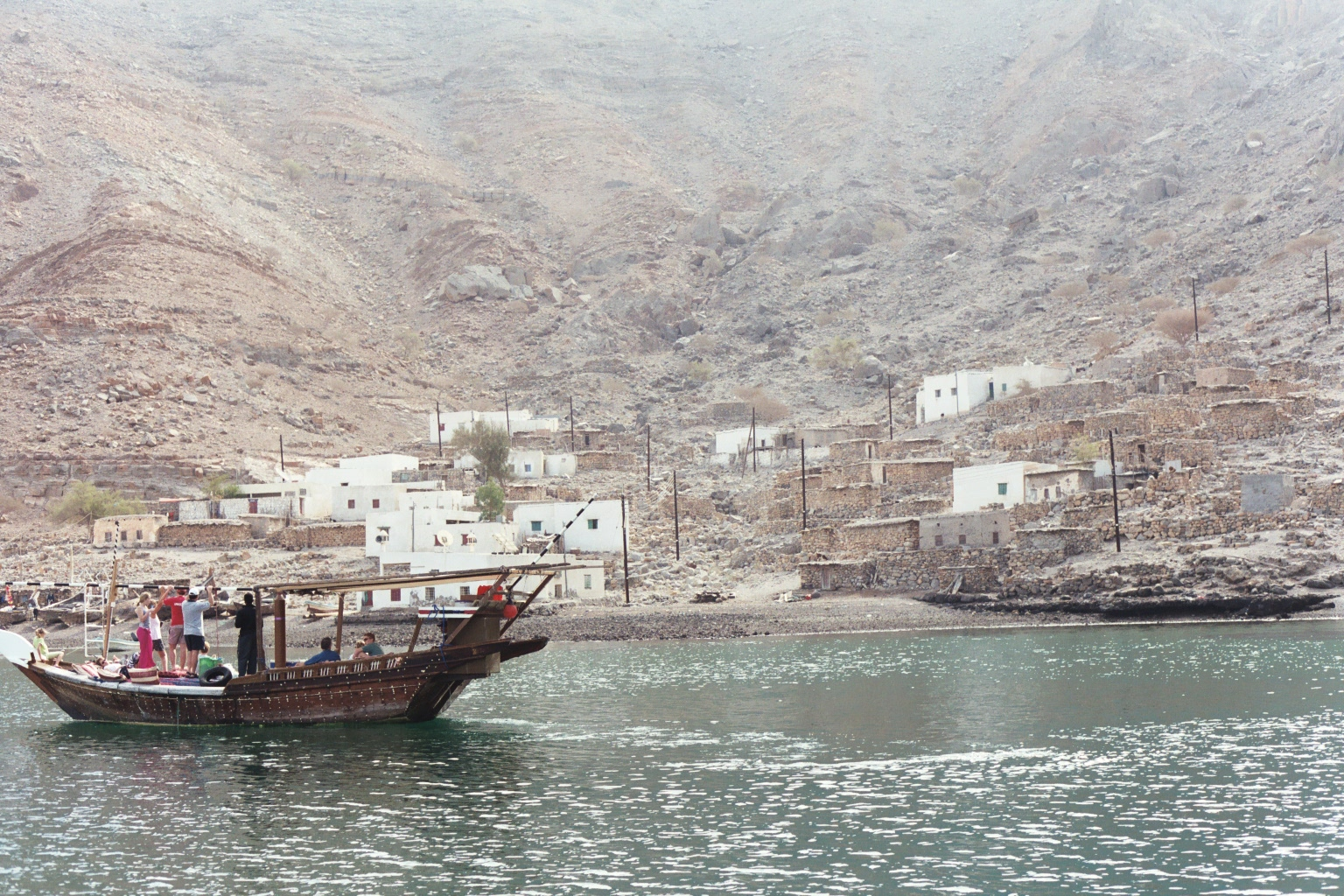
Деревня на полуострове Мусандам

Вдоль побережья Оманского залива протянулась длинная и узкая (в среднем 40-50 км) прибрежная равнина, известная как Аль-Батина. Сразу за равниной возвышаются скалистые горы Хаджар, которые протянулись дугой от полуострова Мусандам до мыса Эль-Хадд (восточная оконечность Аравийского полуострова). Большая часть хребтов превышает 1450 м над уровнем моря. Здесь находится самая высокая точка Омана — гора Эш-Шам (3 017 м). Долина Вади Самаил разделяет горы Хаджар на западную и восточную части. Горы переходят в юго-западном направлении в плато, которое в свою очередь понимается, переходя в песчаную пустыню Руб-эль-Хали, по которой проходит граница с Саудовской Аравией. К юго-западу территория Омана повышается от 100—200 м до 500—1000 м над уровнем моря, образуя плато Дофар. Склоны плато поднимаются вблизи прибрежной равнины, достигая 1500 м, и резко обрываются в сторону Аравийского моря. В северо-восточном направлении плато также переходит в пустыню Руб-эль-Хали.
Постоянные реки в Омане отсутствуют. Во время сезона дождей образуются временные потоки (вади).

## Геология
На территории страны выделяют горно-складчатую систему Оман (на северо-востоке) и склоны Аравийской плиты (на юго-западе). Примыкающая юго-западная часть впадины Руб-эль-Хали и южные районы Персидского залива образуют передовой Предоманский прогиб. В южные и юго-западные районы Омана заходят краевые части впадины Руб-эль-Хали и Хадрамаутского поднятия — крупнейших структурных элементов юга Аравийской плиты. Мощность осадочного чехла составляет 1,5 — 7 км. Мезозойские отложения представлены карбонатными породами с прослойками сульфатов и терригенных пород. Кайнозойские отложения — главным образом известняки, доломиты, гипсы, ангидриты.
Важнейшими полезными ископаемыми являются нефть и газ. В горах Хаджар имеется месторождение медных руд.

## Климат
Для Омана характерен жаркий засушливый климат (во внутренних районах) и жаркий влажный климат (на побережьях). Летние температуры в Маскате, как, впрочем, и в других прибрежных районах зачастую могут подниматься до 43°С при большой влажности. Зимы — мягкие, температуры практически не опускаются ниже 17°С. Во внутренних районах температуры довольно схожи; в горных областях климат более умеренный. Плато Дофар на юго-западе страны находится в области действия летнего муссона, получая обильные осадки. Однако большая часть страны получает довольно скудные осадки, уровень которых лишь около 100 мм в год.

## Живая природа

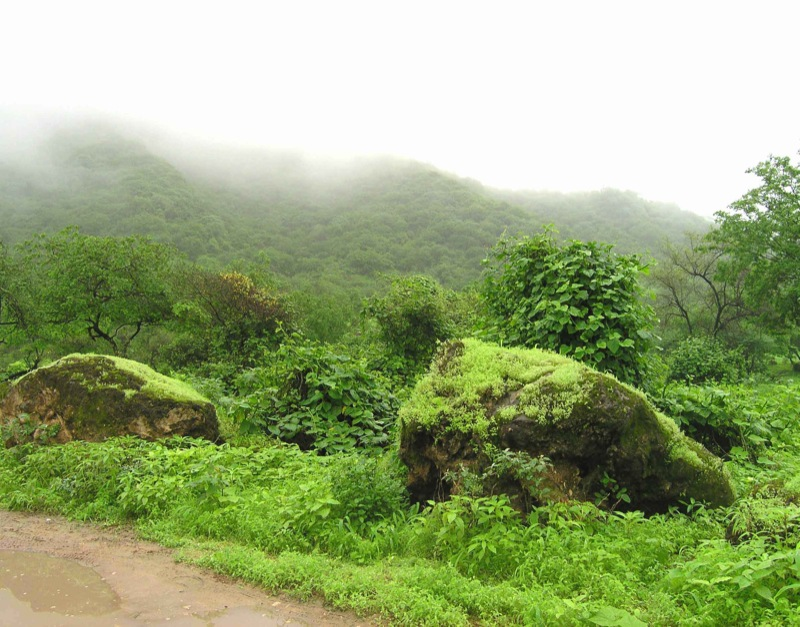
Горы вблизи Салала

Ввиду крайне незначительного количества осадков для большей территории страны характерна довольно скудная пустынная растительность. В пустынных и полупустынных областях флора представлена травянистыми растениями, акациями, тамариском и др. В более увлажнённых районах встречаются также дуб, платан, смоковница и др.
Фауна представлена многочисленными грызунами, хамелеонами, гекконами, агамами, песчаной газелью, шакалами, полосатой гиеной, лисицами, паукообразными. В Омане также встречаются такие редкие виды животных, как аравийский леопард и аравийский орикс. Прибрежные воды богаты рыбой.